# 拉羅馬納省
拉羅馬納省（西班牙語：Provincia de La Romana，西班牙語發音：[la ɾoˈmana]）是多明尼加共和國東部的一個省。下轄3個自治市鎮（municipio），以及2個自治市政區（Municipal district），拉羅馬納省為該國第三小省份，首府在拉羅馬納，是多明尼加第3大城。

## 概述
拉羅馬納建立於1944年，1956年更名為拉阿尔塔格拉西亚省，1961年後脫離拉阿尔塔格拉西亚省，復名為拉羅馬納省。其南邊面臨加勒比海，漫長的白色沙灘和小島讓拉羅馬納省成為多國有名的旅遊中心。石頭藝術村Casa de Campo為境內旅遊勝地。境內到處可看到蔗田，並有小火車將甘蔗載送到拉羅馬納市區甘蔗加工廠。

## 行政區

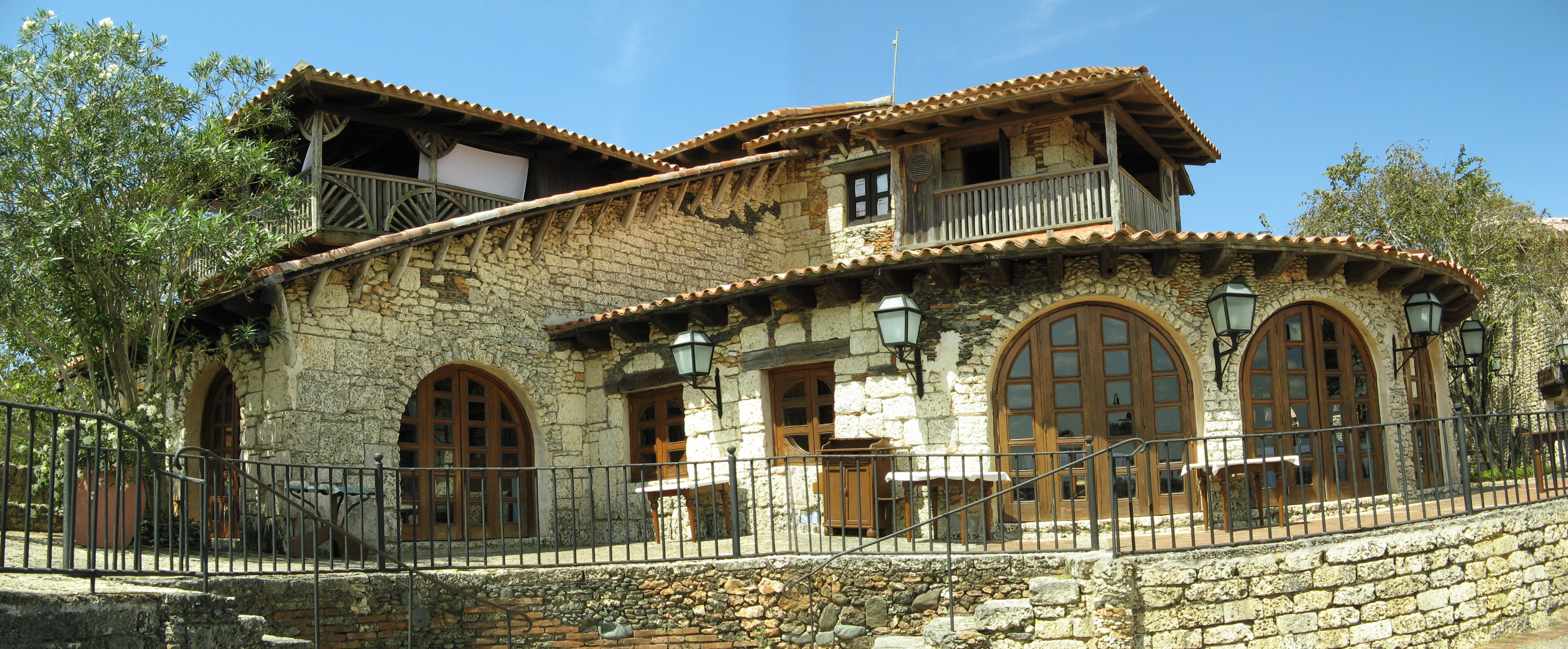
石頭藝術村

| 市鎮名稱      | 總人口  | 都市人口 |
| ------------- | ------- | -------- |
| Guaymate      | 40,125  | 8,384    |
| 拉羅馬納      | 311,982 | 276,511  |
| Villa Hermosa | 45,368  | 15,517   |

## 旅遊
石頭藝術村